# Yosef Leifer
Yosef Leifer (n. 1891, Bochnia, voievodatul Polonia Mică, Polonia – d. 7 martie 1966, Colorado, SUA) a fost un rabin originar din Austro-Ungaria, care a activat în România și SUA. Acesta a fost fondatorul dinastiei hasidice Pittsburgh, care s-a desprins din comunitatea Nadvorna, fiind succedat de fiul său, Avraham.